# (2703) Rodari
(2703) Rodari es un asteroide que forma parte del cinturón de asteroides y fue descubierto por Nikolái Stepánovich Chernyj desde el Observatorio Astrofísico de Crimea, en Naúchni, el 29 de marzo de 1979.

## Designación y nombre
Rodari recibió inicialmente la designación de 1979 FT2.
Más tarde, en 1985, se nombró en honor del escritor italiano Gianni Rodari (1920-1980).

## Características orbitales
Rodari está situado a una distancia media del Sol de 2,193 ua, pudiendo alejarse hasta 2,317 ua y acercarse hasta 2,069 ua. Tiene una inclinación orbital de 6,032 grados y una excentricidad de 0,05653. Emplea 1186 días en completar una órbita alrededor del Sol.

## Características físicas
La magnitud absoluta de Rodari es 13,4 y el periodo de rotación de 5,5 horas. Está asignado al tipo espectral S de la clasificación SMASSII.